# وار سبورت

قناة وار الرياضية

(وار سبورت : بالعربية : وطن الرياضة) يدير القناة الإعلامي (طه أبو رغيف)  ، و هي قناة عراقية رياضية  مقرها محافظة دهوك و هي تابعة لشبكة وار الإعلامية ، ناطقة باللغة العربية واللغة الكردية القناة لديها حقوق نقل مباريات الدوري الكردستاني، حصلت (وار) على حقوق بث الدوري الكروي العراقي الممتاز  في 4 تشرين الثاني 2013 ، وار دفع أكثر من مليوني دولار لشراء هذه الحقوق.

## وصلات خارجية
1. ↑  [حول افتتاح قناة فضائية رياضية وبتقنية عالية وباسم وار tv] نسخة محفوظة 28 مارس 2014 على موقع واي باك مشين.
2. ↑  [عراق شوب] نسخة محفوظة 19 مايو 2015 على موقع واي باك مشين.
3. ↑  [مدى بريس] نسخة محفوظة 05 مارس 2016 على موقع واي باك مشين.